# 八幡町 (東京都府中市)
八幡町（はちまんちょう）は、東京都府中市にある町名。現行行政地名は八幡町一丁目から八幡町三丁目。郵便番号は183-0016（武蔵府中郵便局管区）。

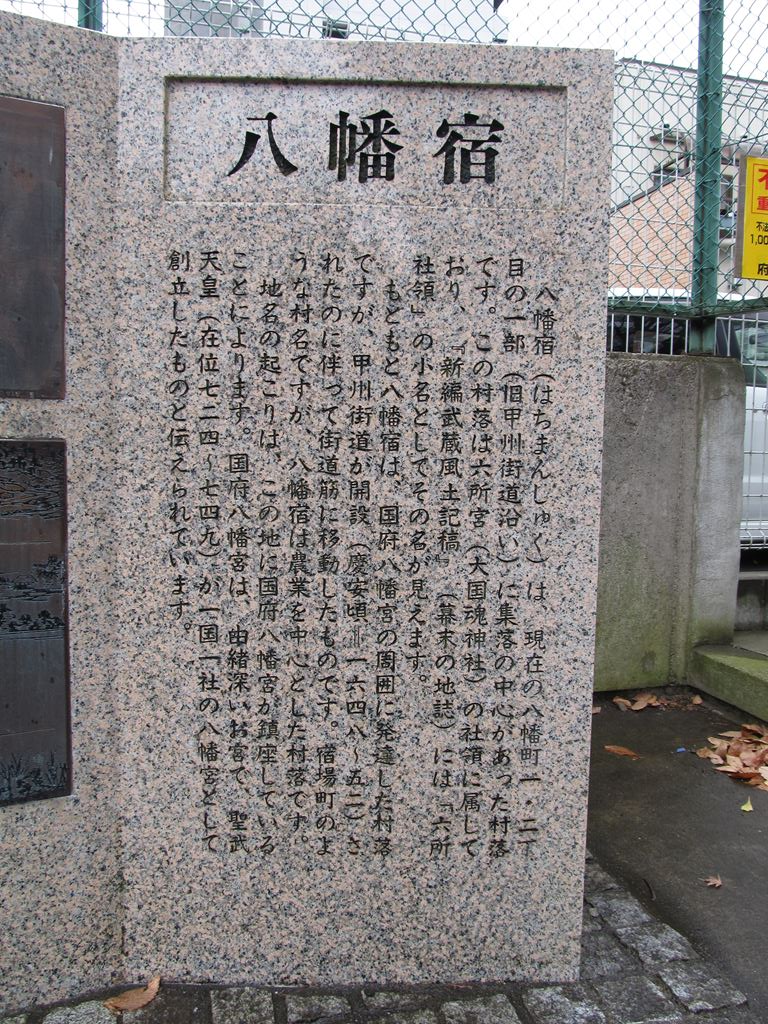
八幡宿石碑

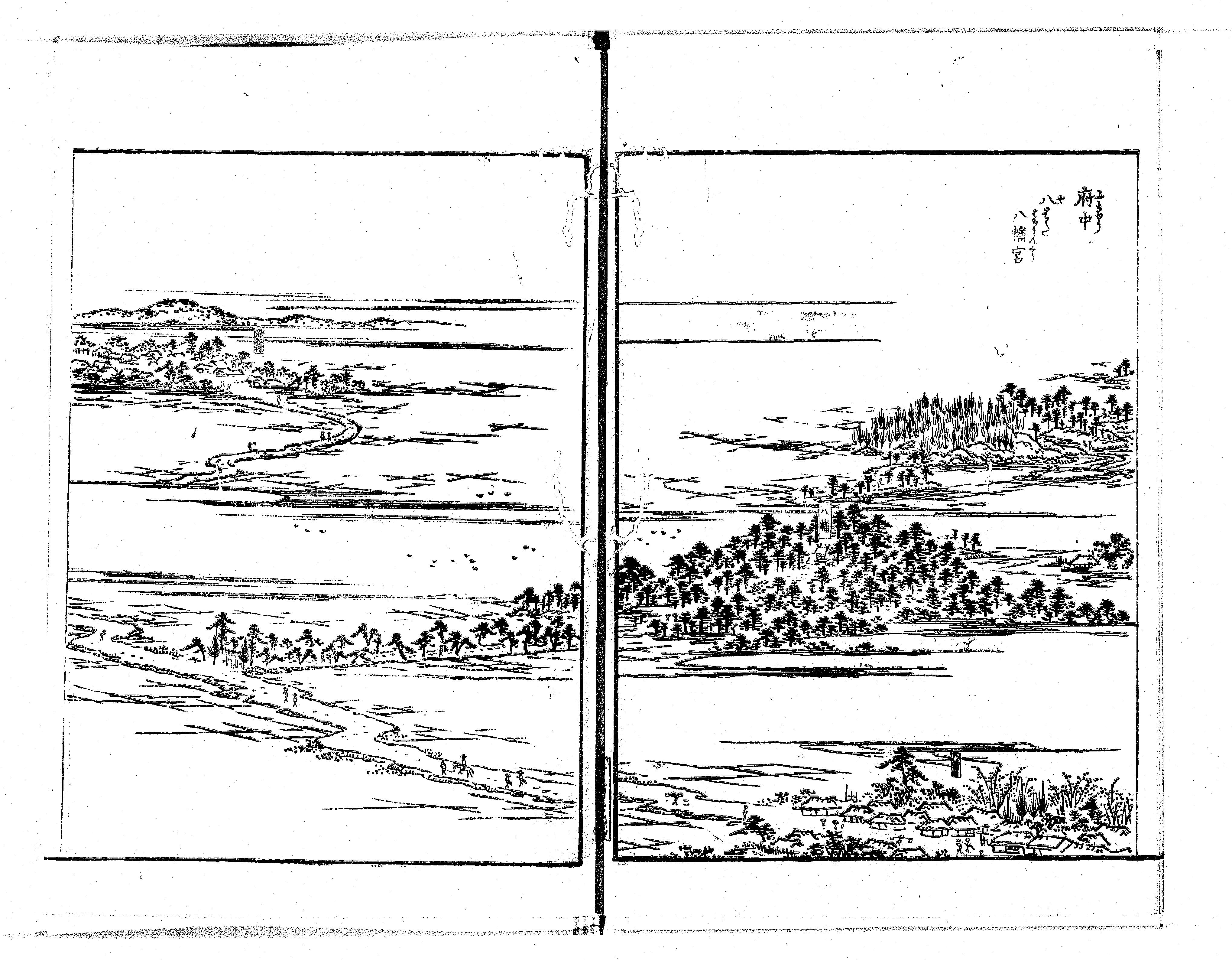
江戸名勝図会 府中 八幡宮

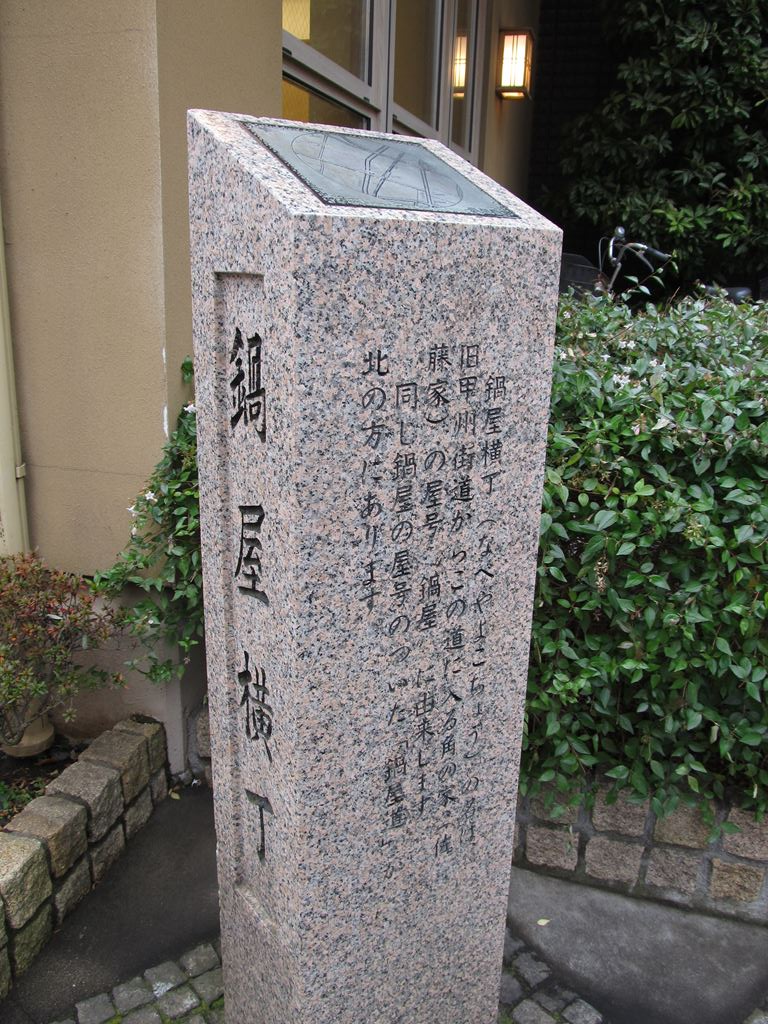
鍋屋横丁石碑

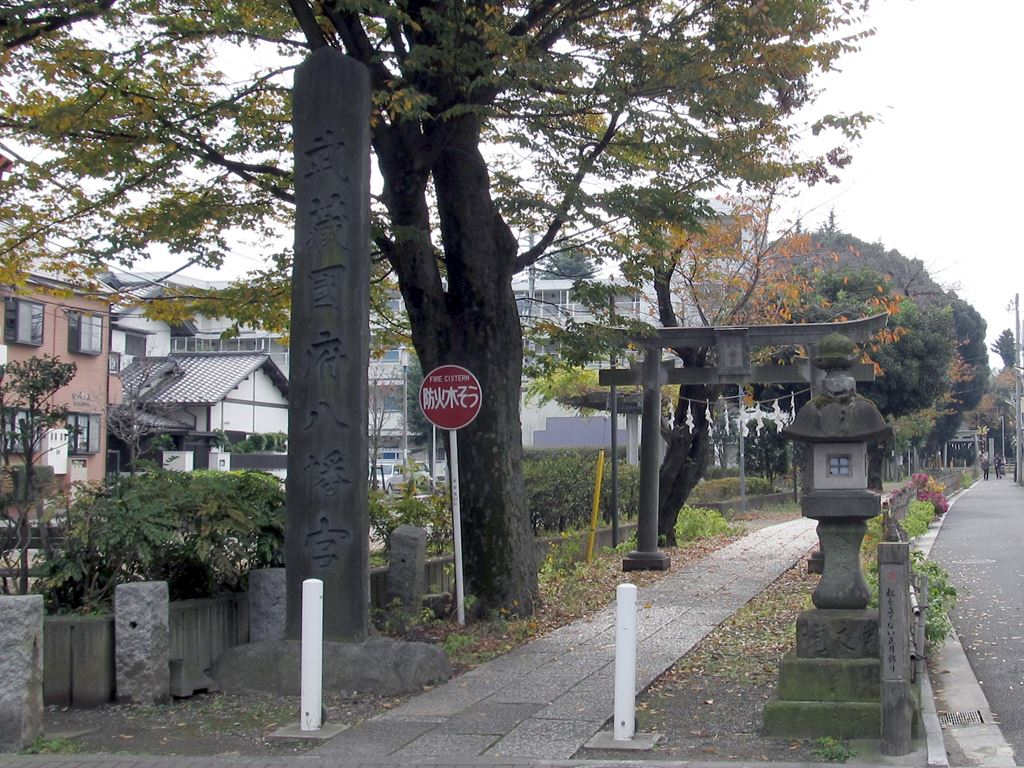
武蔵国府八幡宮

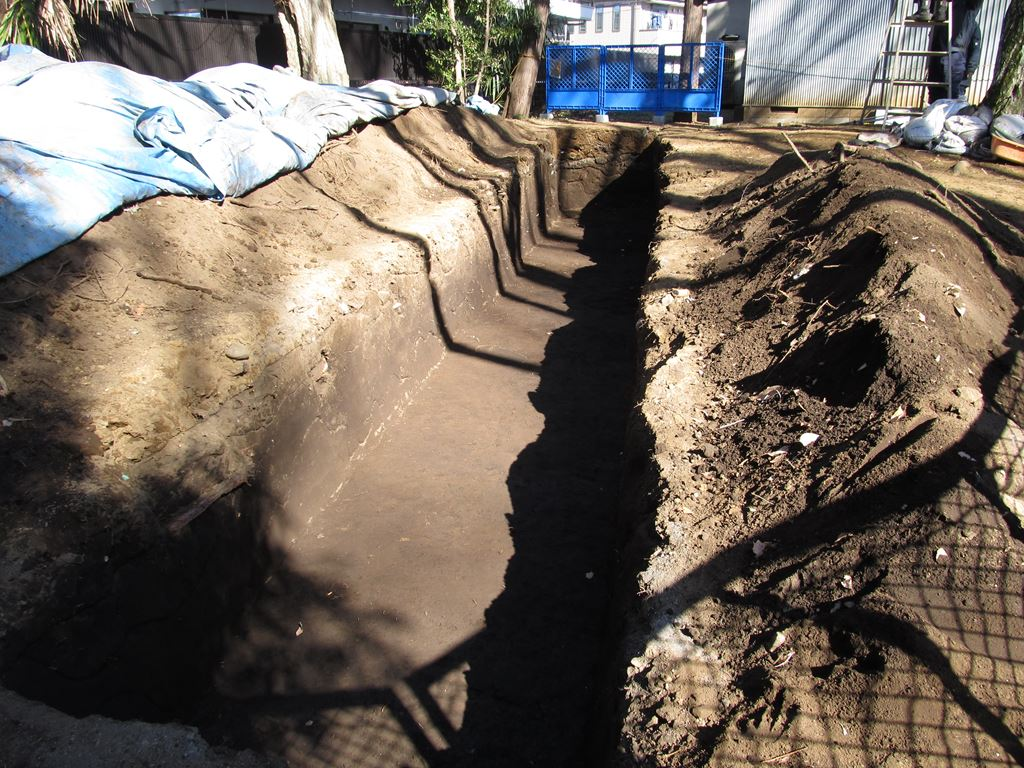
武蔵国府八幡宮本殿裏手～八幡町地域公園に掛けての発掘調査

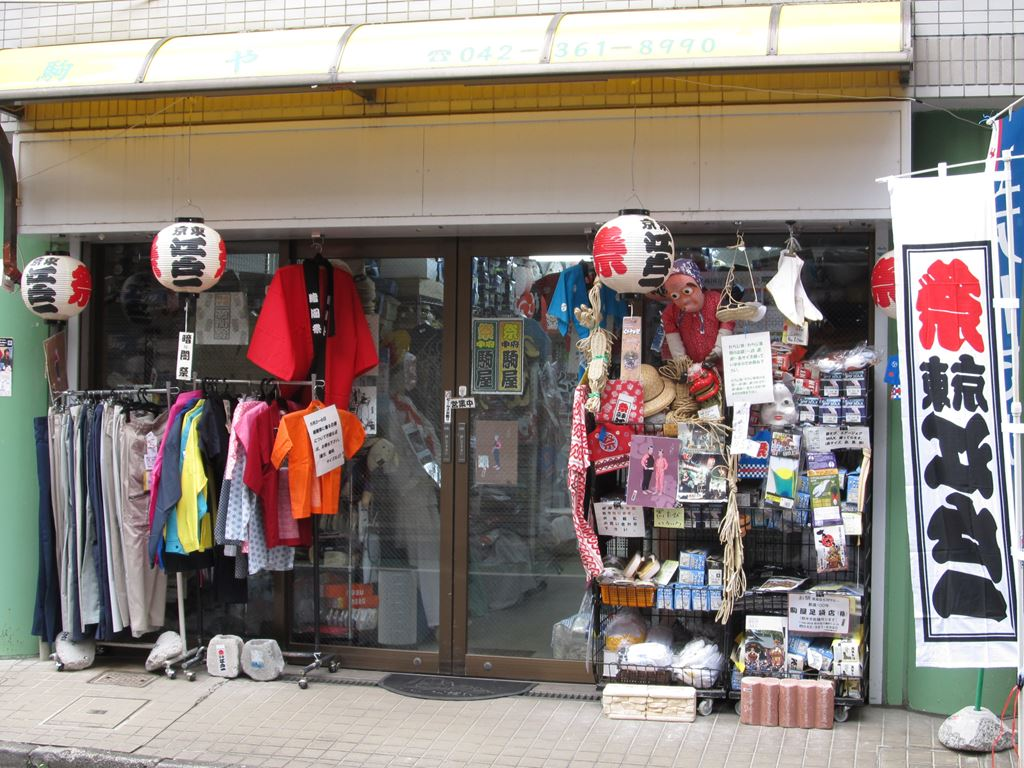
祭り洋品店

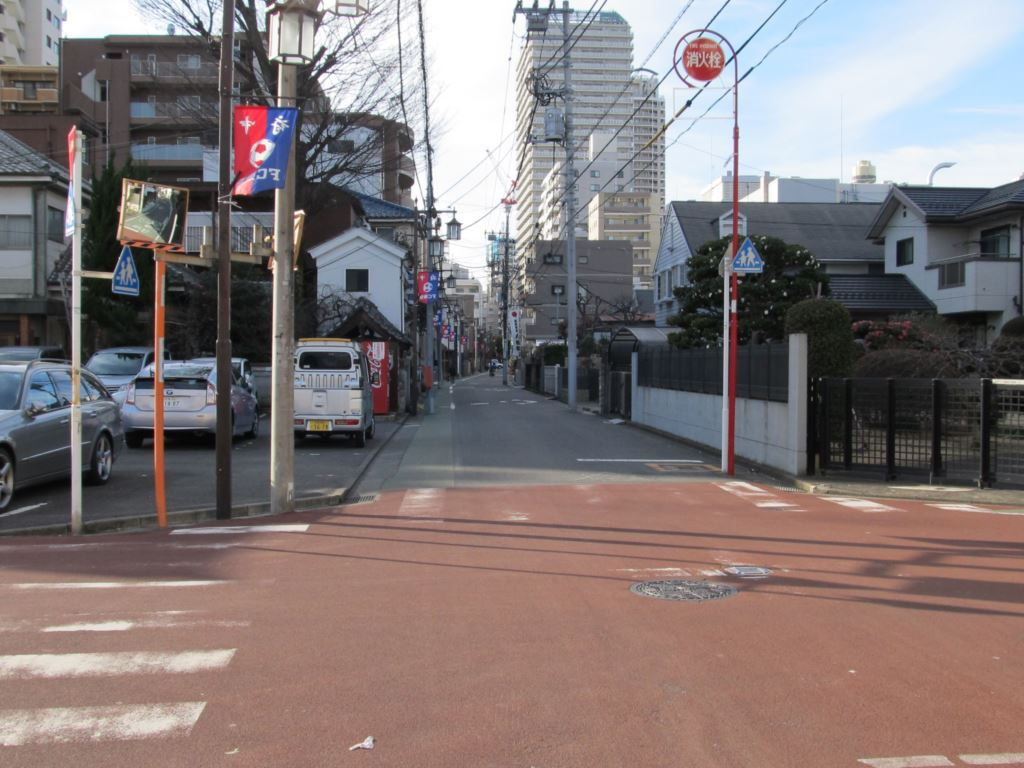
八幡道、八幡通り。

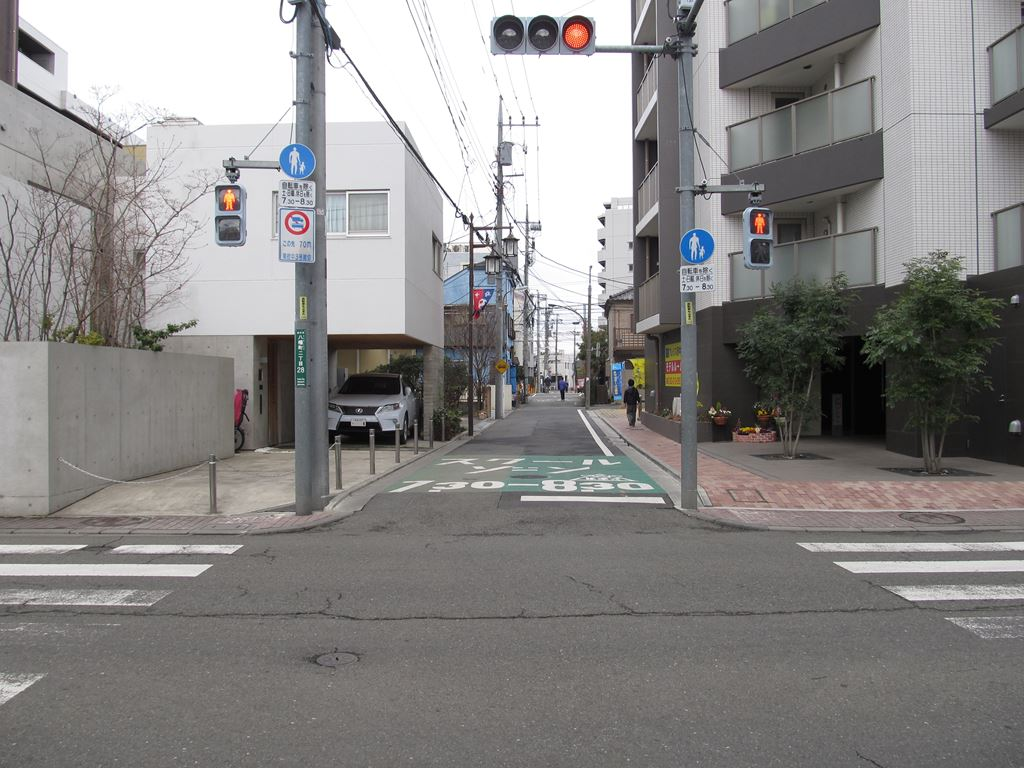
「人見街道」入り口

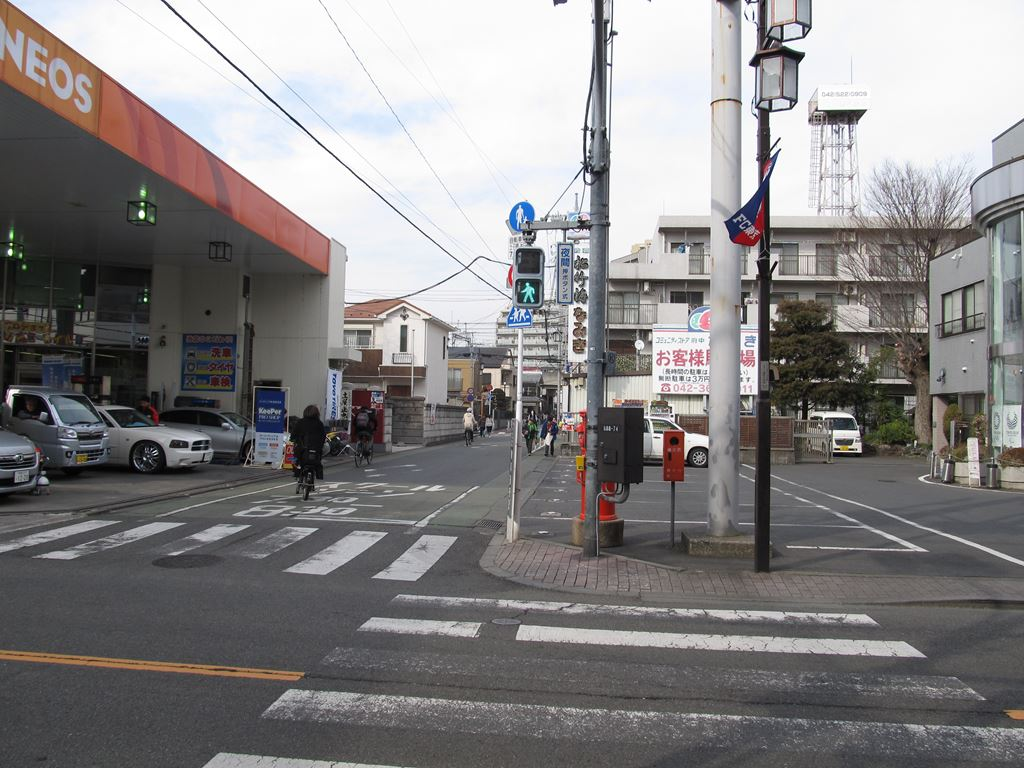
「こととみ道」入口

## 地理
府中市中心部から東に位置する。NTT武蔵府中局から東府中駅西側にかけて広がる区域。面積347,107平方メートル。西から一丁目・二丁目・三丁目。南から時計回りに日吉町、宮町、府中町、緑町、清水が丘に隣接する。町内は、小金井街道か東府中駅に近い所と旧甲州街道沿いは企業・店舗類が多く、その他は主に住宅地として利用されている。

### 概要
段丘崖線（はけ）を除きほぼ平坦な土地である。標高55メートル前後の強固な武蔵野台地上に位置しているので、比較的地震や洪水災害に強く、「府中市地震ハザードマップ」では「総合危険度」が最も危険度が低いと判断されている。改修された第1都市下水路が三丁目を起点に2km以上あり、大雨に対する対策もこうじられている。

### 坂
- 天地の坂 - 府中競馬正門前駅から南東に下る坂。ハケの下に水車小屋があり、その周辺が「天神下」であり、米屋の屋号が「天地」であった事から。[6]
- 普門寺坂 - 普門寺脇の府中競馬正門前駅から南に下る坂。120mと短く傾斜10%との標識がある急坂。坂西側の「普門寺」が名の由来で、別名は「薬師の坂」「古墳の坂」。[7]
- 馬坂（うまざか） - 八幡宮と府中競馬正門前駅の間。明治頃から付いている名で、「おん馬屋」を由来としていると考えられる。大正～江戸時代、 お馬預り役の旧家の下氏（下与市）が居住していた[8]。

### 地価
住宅地の地価は、2016年（平成28年）に公表された公示地価によれば、東京都府中市八幡町2丁目21番9の地点で43万7000円/m2となっている。

## 歴史
江戸時代、府中市域は1宿1社領12か村であり、社領六所宮（現在の大國魂神社）の耕作民によって八幡宿（村）が形作られた。当時、武蔵国内では最大であった。

### 地名の由来
町名の由来は一国一社の武蔵国府八幡宮がこの地域に鎮座されているところから「八幡宿村」（清水が丘や緑町も含まれる）。

### 沿革
大國魂神社は1591年には500石の地を寄贈された大社であり、その多くが八幡宿村（現行の八幡町・緑町・宮町二～三丁目・日吉町の一部）にあたる地域であった。字は、八幡下（やわたとも呼ぶ、国府八幡宮の下の意）、八幡宿南・北、八幡、万蔵庵（古い寺）など。八幡宿は大國魂神社の領地であり（寺社奉行管轄）、住民は大國魂神社の氏子・神社の領民であり、また神社の氏子でもあった。八幡宮など一部は栄えていたものの、その他は農業を生業とした村落であった。
1863年品川県であった時代には、八幡宿は府中宿など6ヵ村と共に十番組となり（番組制）、1871年に神奈川県となったときは第十区二番組の4ヵ町（府中宿＝本町・番場宿・新宿・八幡宿）となった。
小字
- 八幡宿
- 八幡宿北
- 八幡宿南
- 八幡
- 八幡下
- 万蔵庵

周辺が『江戸名所図会』に描かれている。

### 変遷
- 1648年頃（慶安） - 甲州街道の開設に伴って、国府八幡宮周辺八幡道（やはたみち）より北の街道沿いへ移動（八幡町一丁目、二丁目の一部）[12]。
- 1871年（明治4年）神奈川県に移管。「八幡宿町」
- 1872年（明治5年）114戸から成り、25戸は字京所に居住
- 1880年（明治13年）1月 - 新宿町、本町、番場宿町、八幡宿町、屋敷分村が合併して神奈川県北多摩郡府中駅が成立。
- 1889年（明治22年）4月1日 - 町村制の施行に伴い、府中駅が名称をそのままに町制を施行。
- 1893年（明治26年）6月19日 - 府中駅が府中町に改称。
- 1893年（明治26年）4月1日 - 東京府へ移管。
- 1916年（大正4年） 八幡宿人口 男271人、女271人
- 1943年（昭和18年）7月1日 -  東京都制施行。
- 1954年（昭和29年）4月1日 - 多磨村、西府村と合併し、府中市を新設。同日府中町廃止。
- 1961年（昭和36年）3月1日発足

## 世帯数と人口
2018年（平成30年）1月1日現在の世帯数と人口は以下の通りである。
| 丁目         | 世帯数    | 人口    |
| ------------ | --------- | ------- |
| 八幡町一丁目 | 921世帯   | 1,765人 |
| 八幡町二丁目 | 1,572世帯 | 2,900人 |
| 八幡町三丁目 | 634世帯   | 1,146人 |
| 計           | 3,127世帯 | 5,811人 |

## 小・中学校の学区
市立小・中学校に通う場合、学区は以下の通りとなる。
| 丁目         | 番地 | 小学校                 | 中学校             |
| ------------ | ---- | ---------------------- | ------------------ |
| 八幡町一丁目 | 全域 | 府中市立府中第二小学校 | 府中市立浅間中学校 |
| 八幡町二丁目 | 全域 | 府中市立府中第二小学校 | 府中市立浅間中学校 |
| 八幡町三丁目 | 全域 | 府中市立府中第二小学校 | 府中市立浅間中学校 |

## 交通

### 鉄道
| 街区内に設置されている駅               |
| -------------------------------------- |
| 京王競馬場線 - 府中競馬正門前駅(KO 46) |

府中競馬正門前駅（京王競馬場線）が所在し、京王電鉄京王線が街区北端部を通っている。「八幡前駅」など過去の歴史については「東府中駅#歴史」を参照。

### バス
ちゅうバス（朝日町ルート） ： 府中駅 - （→ / ←府中町二丁目） - 八幡宿東 - 八幡町二丁目 - 東府中駅 -

### 道路
- 国道20号（甲州街道）
- 東京都道15号府中清瀬線（小金井街道）
- 東京都道229号府中調布線（旧甲州街道）
- 八幡道（やわたみち）
- 人見街道
- 八幡通り、八幡道（はちまん）

## 施設
※店舗・企業を含む
- 京王競馬場線府中競馬正門前駅
- 武蔵国府八幡宮（八幡神社） : 八幡町2-33
- 八幡町郵便局 : 1-4-7
- NTT武蔵府中ビル [NTT-E (交)] : 1-1
- 日吉体育館 : 3-8
- 八幡町第一公会堂 : 1-5-6
- 八幡町第二公会堂 : 2-33
- 八幡町自転車保管所 : 1-24
- 八千代人形本店 : 1-4-9
- セントラルフィットネス府中 : 1-9-2
- セブンイレブン 府中八幡町店 : 2-2-2
- セブンイレブン 府中八幡町二丁目店 : 2-30-1
- キグナス(株)サンネクスト セルフ東京競馬場前 : 1-8-1
- 日本瓦斯 府中営業所 : 2-19-20
- 駒屋足袋洋品店 : 1-3-13
- ヤスダ学生服店 : 3-6-25
- 川島商店（薪・燃料店） : 2-27-8
- 鳩林荘 : 2-35

## 公園
- 八幡町公園（八幡宿公園とは異なる）
- 八幡町第２公園
- 八幡町中央広場（八幡町公会堂）
- 八幡町地域公園/八幡町緑地（八幡町第二公会堂）
- 八幡町運動広場（日吉体育館北運動広場）
- 八幡町幼児公園
- 八幡町なかよし広場

参考。

## 史跡
跡地が明確に残されていないものを含む
- 武蔵国府八幡宮(大國魂神社の境外末社) : 八幡町2-33
- 秋葉山常夜燈 - 「国府八幡神社」文政11年建
- 武蔵国府跡 - 遺跡番号:2
- 鍋屋横丁 - 八幡町交差点より北に向かって次の交差点までの間。八幡町交差点北東角に標石があり、角の家（佐藤家）の屋号「鍋屋」に由来する。
- 京王電軌、八幡前駅跡 - 東府中駅～府中駅間。
- 八幡道（やわた道） - 八幡宮のすぐ南側をおよそ東西に通っていた道。品川道-八幡宮-六所宮へとつながる道。
- 人見街道
- 八幡山[16]
  - 八幡下出水
  - 下八幡山
    - 是政道出水

## ギャラリー

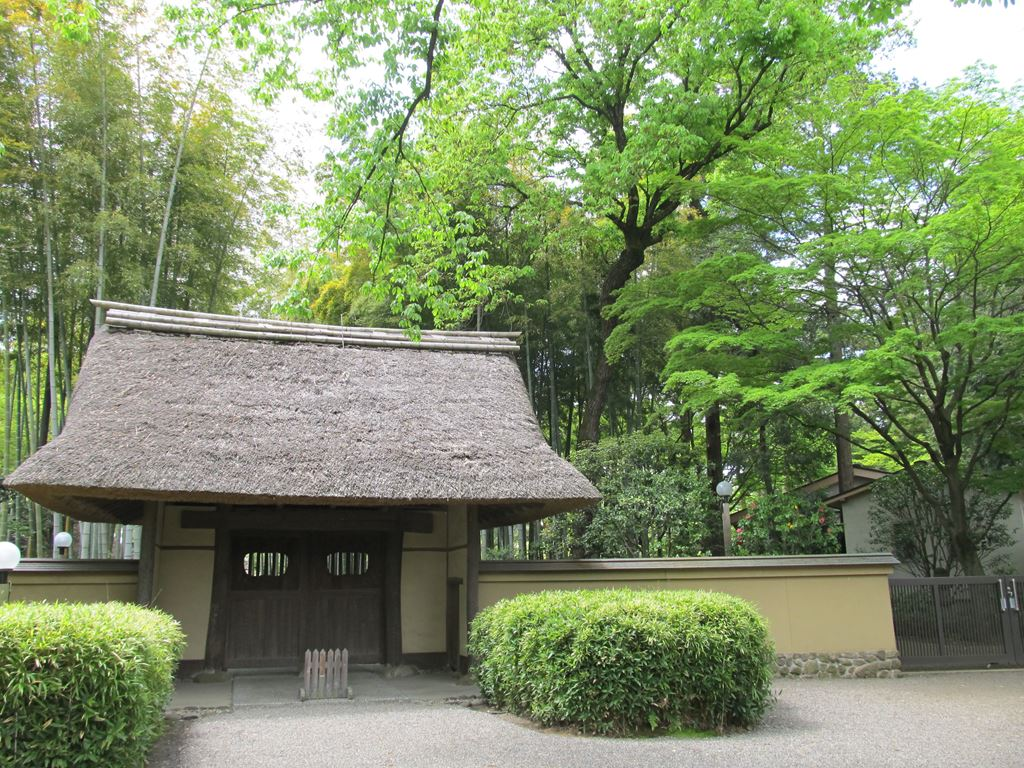
鳩林荘
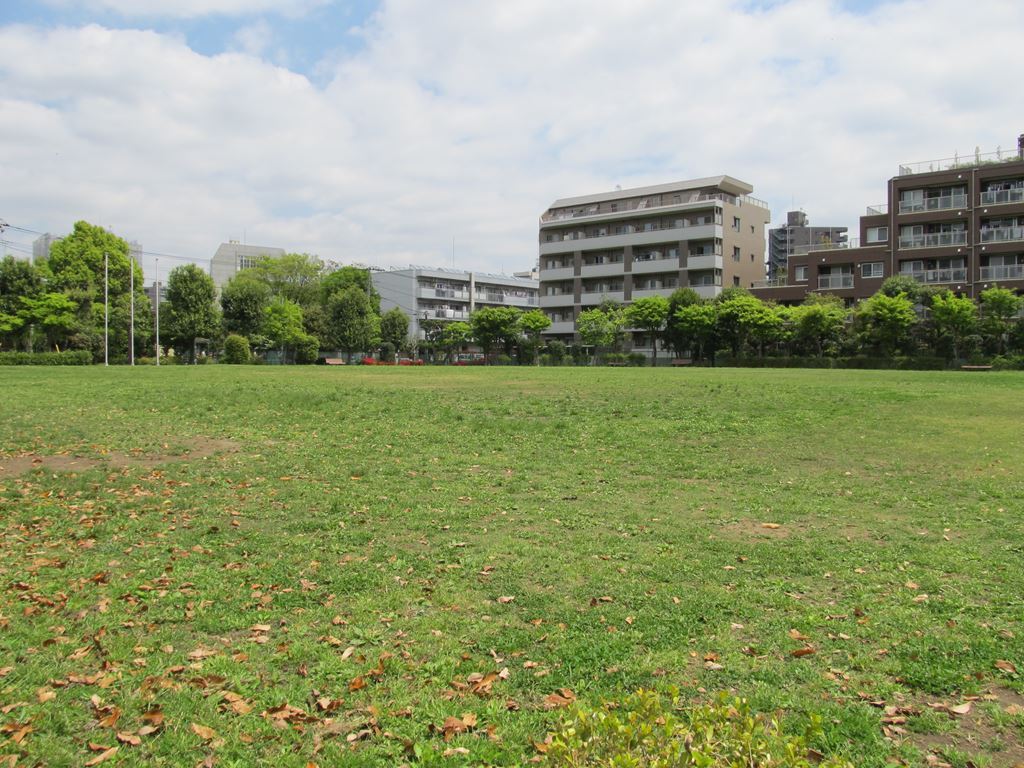
八幡町運動広場
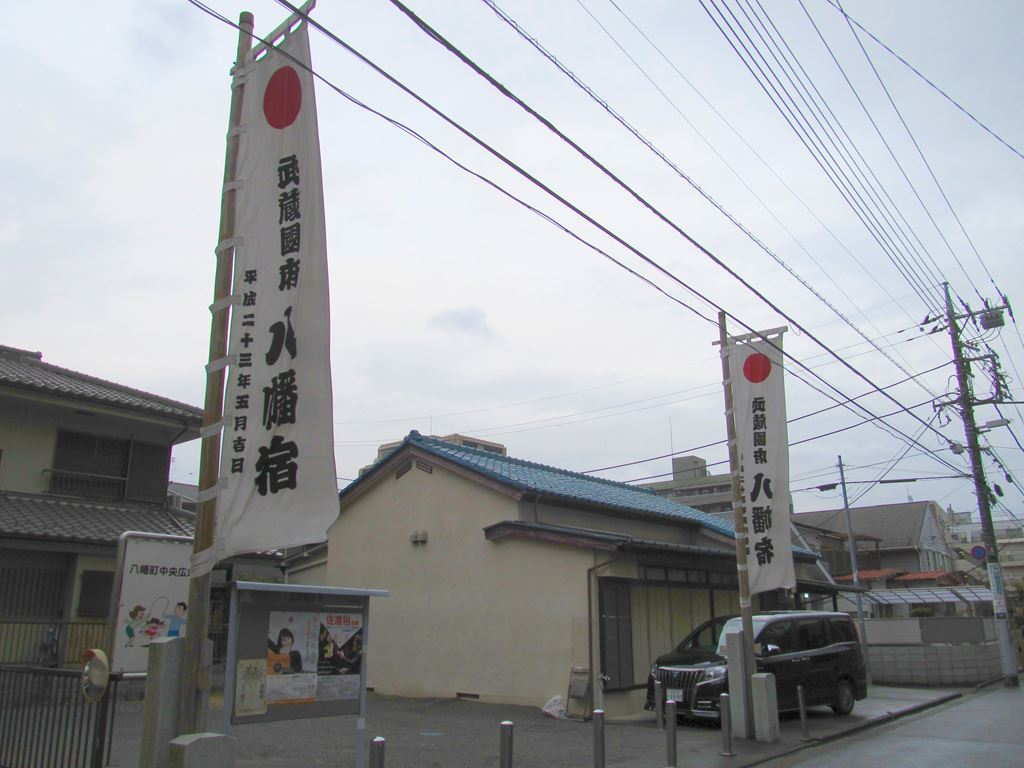
八幡町公会堂、八幡町中央広場
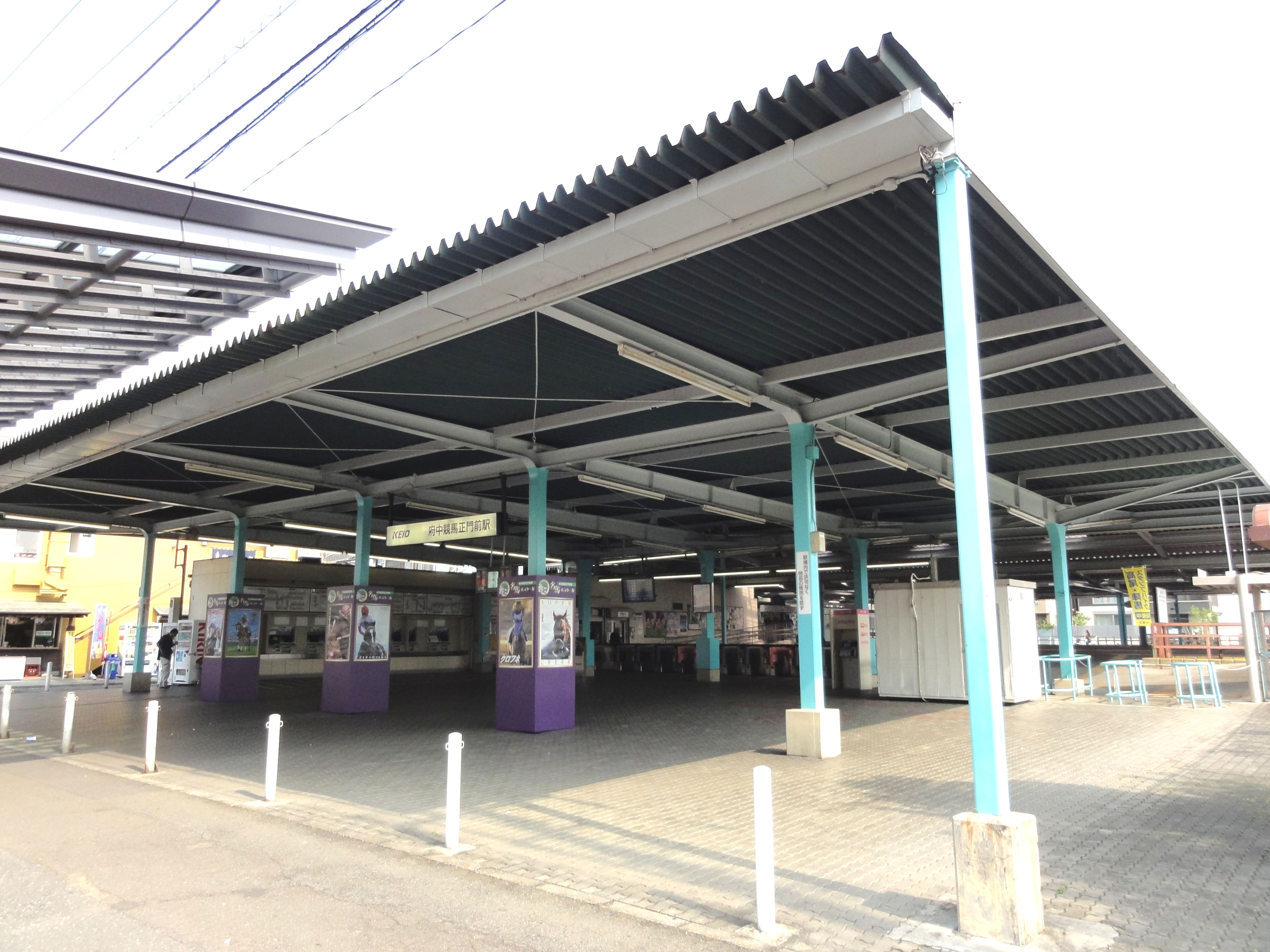
府中競馬正門前駅
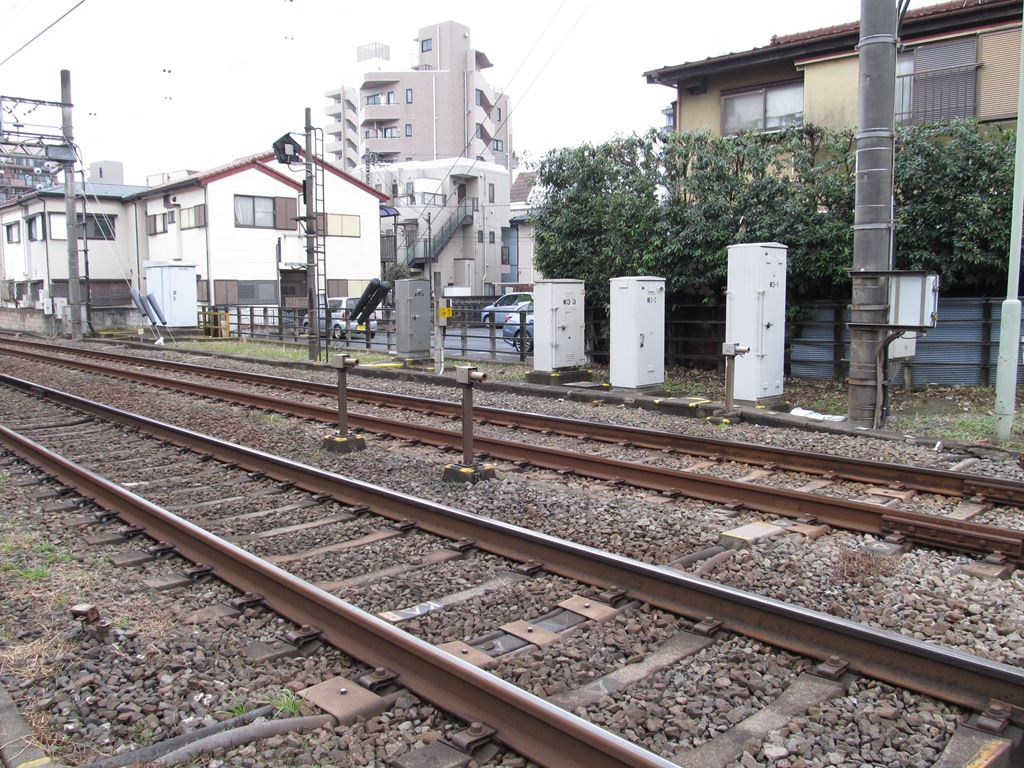
京王電軌「八幡前駅」跡地
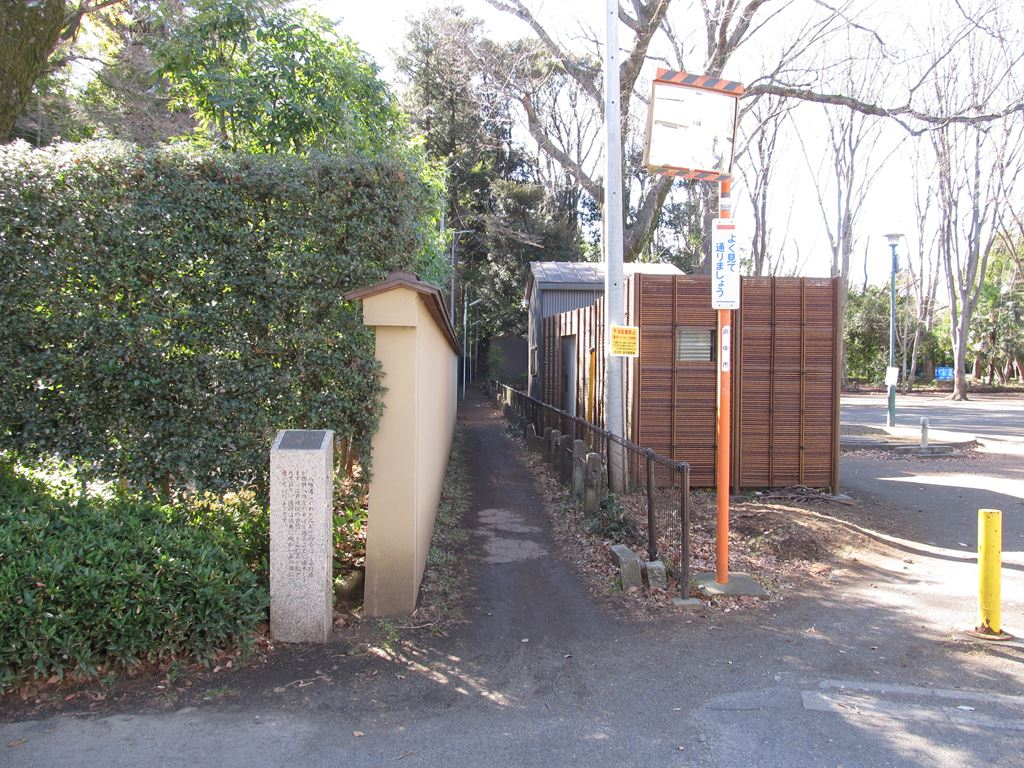
八幡道（やわたみち）

## 資料
- 府中市　こども府中はかせ2「府中の町紹介」
- 府中市政史 発行年月平成5年3月 頁数750頁
- 新版　府中市の歴史 発行年月平成18年3月 頁数499頁
- 府中市政の歴史年表
- 角川日本地名大辞典JLogos版
- 府中の風土誌 府中市